# Teracotona jacksoni
Teracotona jacksoni is een vlinder uit de familie spinneruilen (Erebidae), onderfamilie beervlinders (Arctiinae). De wetenschappelijke naam van de soort is voor het eerst geldig gepubliceerd in 1910 door Rothschild.
Deze nachtvlinder komt voor in Ethiopië en Kenia.